# Fahree
Fakhri Ismayilov (em azeri: Fəxri İsmayılov; Bacu, 10 de Abril de 1995), conhecido profissionalmente como Fahree, é um cantor e compositor azerbaijanês. Ele foi selecionado internamente para representar o Azerbaijão no Festival Eurovisão da Canção de 2024.

## Biografia
Fahree nasceu em 1995 em Bacu. Foi criado no seio de uma família artística, sendo o seu pai baterista de jazz e o seu avô ator. Tem uma licenciatura e um mestrado em Direito. No auge da pandemia de COVID-19, dedicou-se mais à música e perseguiu o seu sonho de infância de se tornar músico.

## Carreira musical
Em 2022, Fahree lançou o seu primeiro single intitulado «Dance», e tempo depois, lançou mais dois singles.
No final de Outubro de 2023, a İctimai Television, a rádio e televisão pública do Azerbaijão, revelou Fahree como um dos dezesseis candidatos pré-selecionados na seleção do Azerbaijão de 2024 para o Festival Eurovisão da Canção de 2024, e na semana seguinte, ele foi anunciado como um dos seis que passaram para a fase final. A 7 de Março de 2024, foi revelado como o candidato selecionado.

## Discografia

### Singles
| Título                               | Ano  | Álbum ou EP       |
| ------------------------------------ | ---- | ----------------- |
| "Dance"                              | 2022 | Singles sem álbum |
| "Apardı uzaqlara" (feat. Mila Miles) | 2022 | Singles sem álbum |
| "Yollar"                             | 2023 | Singles sem álbum |